# Leopold Nicolaus George von Zitzewitz
Leopold Nicolaus George von Zitzewitz, auch Leopold Nikolaus Georg geschrieben (* 6. April 1761 in Budow; † 21. November 1818 in Stolp) war ein preußischer Landrat. Er stand von 1806 bis zu seinem Tode dem Stolpeschen Kreis in Hinterpommern vor.

## Leben

### Herkunft
Er stammte aus der pommerschen uradligen Familie Zitzewitz. Sein Vater Gneomar von Zitzewitz (1701–1772) war preußischer Hauptmann und Erbherr auf Budow und Nippoglense im Stolpeschen Kreis. Seine Mutter Sophie war eine geborene von Pirch. 

### Werdegang
Zitzewitz wuchs zunächst im Elternhaus in Budow auf und wurde dann für drei Jahre zum Pastor in Zirchow in Pension gegeben, wo er Unterricht erhielt. Mitte 1774, also mit 13 Jahren, trat er in die preußische Armee ein. Seit 1782 Leutnant, verletzte er sich 1787, so dass er seinen Abschied nehmen musste. Dabei erhielt er den Charakter eines Hauptmanns. 
Nach Pommern zurückgekehrt, kaufte er sich das im Stolpeschen Kreise gelegene Gut Rexin. 1795 verkaufte er Rexin und kaufte sich dafür das Gut Schurow. Nach drei Jahren verkaufte er Schurow und kaufte sich dafür das Gut Kosemühl. Er erwarb die ehemals der adligen Familie Rexin gehörenden Besitzungen Kose, Kosemühl, Klein Rakitt mit Paschkenkrug, Gloddow, Swantee und Lessaken. Damit war er, der keinen Grundbesitz geerbt hatte, zu einem der größten Grundbesitzer seiner Familie geworden.
1806 wurde er als Nachfolger des verstorbenen Friedrich Bogislaw von Puttkamer zum Landrat des Stolpeschen Kreises gewählt. Er blieb Landrat bis zu seinem Tode im Jahr 1818. Im Amt als Landrat folgte ihm Carl Christoph Ludwig von Kösteritz. 

### Familie
Er war seit 1789 mit Eleonore, einer geborenen von Boehn, verheiratet. Aus der Ehe gingen zwei Söhne und zwei Töchter hervor. Seinen Grundbesitz übertrug er noch zu Lebzeiten seinem Sohn Alexander von Zitzewitz, der später Landschaftsdirektor wurde.